# Rhodophthitus commaculata
Rhodophthitus commaculata là một loài bướm đêm trong họ Geometridae.